# 미야베 게이준
미야베 게이준(일본어: 宮部継潤, 1528년경 ~ 1599년 4월 20일)은 센고쿠 시대부터 아즈치모모야마 시대까지의 무장, 다이묘이다. 자식은 나가후사가 있다.